# هانس كريستيان آدمسون
هانس كريستيان آدمسون (بالإنجليزية: Hans Christian Adamson)‏ هو كاتب أمريكي، ولد في 20 يوليو 1890 في Varde ‏ في الدنمارك، وتوفي في 11 سبتمبر 1968 في سان فرانسيسكو في الولايات المتحدة.

## وصلات خارجية
- هانس كريستيان آدمسون على موقع IMDb (الإنجليزية)
- هانس كريستيان آدمسون على موقع قاعدة بيانات الفيلم (الإنجليزية)